# Рожковский сельский округ (Сасовский район)
Рожко́вский се́льский о́круг — административно-территориальная единица на территории Сасовского района Рязанской области.
Административный центр — село Демушкино.

## История
Законом Рязанской области от 07.10.2004 № 96-ОЗ на территории двух сельских округов — Рожковского и Кошибеевскогой — было образовано одно муниципальное образование — Демушкинское сельское поселение с сохранением административного центра в селе Демушкино.

## Административное устройство
В состав Рожковского сельского округа входили 7 населённых пунктов:
1. с. Демушкино — административный центр
2. с. Барашево
3. д. Ласицы
4. п. Лейный
5. д. Липовка
6. с. Рожково
7. д. Смирновка

Территория современного сельского округа полностью совпадает с территорией сельского поселения.